# Sins of the Fathers (pel·lícula de 1928)

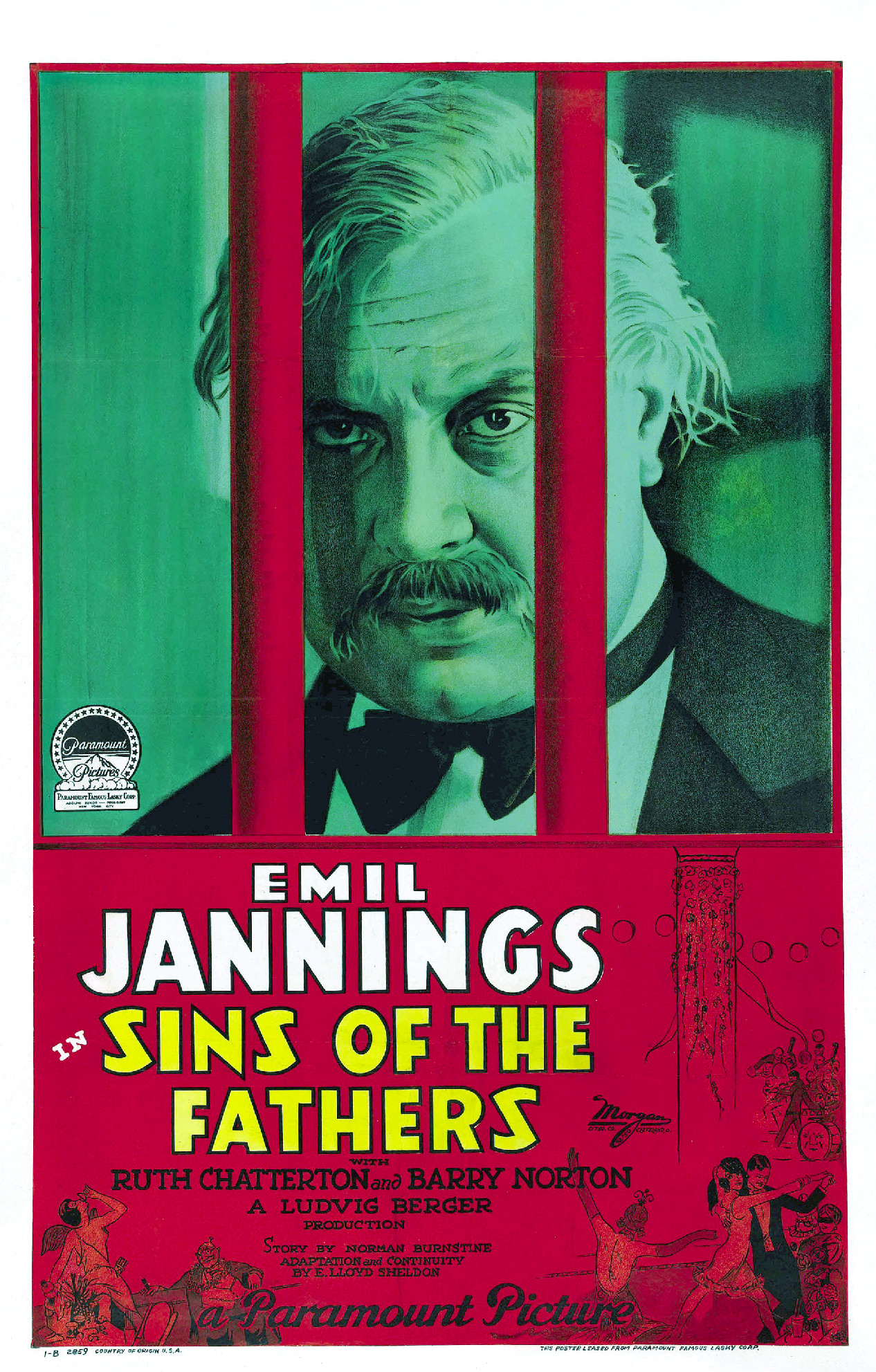
Cartell de la pel·lícula

Sins of the Fathers és una pel·lícula de la Famous Players - Lasky dirigida per Ludwig Berger i protagonitzada per Emil Jannings i Ruth Chatterton en el seu debut cinematogràfic. Basada en una història de Norman Burnstine, la pel·lícula es va estrenar el 29 de desembre de 1928.

## Argument
Wilhelm Spengler, un restaurador germanoamericà, s’enamora de Gretta, una aventurera sense principis, i la dona de Wilhelm, que ja està malalta per un excés de treball, mor amb el cor. Amb l'arribada de la Llei Seca als Estats Units, Gretta persuadeix Wilhelm perquè vengui alcohol i així aquest aconsegueix acumular una fortuna i enviar el seu fill Tom a les millors escoles.
Tom es gradua a la universitat i ho celebra. S’intoxica bevent gran quantitat de whisky de garrafa del seu pare i com a conseqüència es queda cec. Wilhelm és arrestat en una batuda i Gretta fuig amb un altre home enduent-se tots els seus diners. Per tot plegat Wilhelm s’enfonsa. Al final és alliberat anticipadament de la presó per bon comportament i agafa feina de cambrer en una cerveseria. Al final es retroba amb el seu fill que s’ha curat de la ceguesa.

## Repartiment
- Emil Jannings (Wilhelm Spengler)
- Ruth Chatterton (Gretta Blake)
- Barry Norton (Tom Spengler)
- Jean Arthur (Mary Spengler)
- Jack Luden (Otto Schmidt)
- ZaSu Pitts (mare Spengler)
- Matthew Betz (Gus Newman)
- Harry Cording (segrestador)
- Arthur Housman (el comte)
- Frank Reicher (oftalmòleg)
- Douglas Haig (Tom, com a nen)
- Anne Shirley (Mary, com a nena)
- Milla Davenport as Bit Part (uncredited)
- Speed Webb i la seva orquestra (no surt als crèdits)